# Gare de la station balnéaire de Binz
La gare de la station balnéaire de Binz est l'une des deux gares de la station balnéaire de Binz, sur la mer Baltique, sur l'île de Rügen. Il est situé au kilomètre 12.1 de la ligne Lietzow-Binz (de) et constitue son terminus sud. La gare est exploitée par la Deutsche Bahn et est régulièrement desservie par des trains régionaux et longue distance.
Officieusement, la gare de la station balnéaire de Binz est également appelée Grande gare de Binz sur les panneaux de signalisation de la région, car Binz abrite également la gare de Binz LB sur la ligne de Rügen.

## Histoire
Le bâtiment d'accueil est achevé en 1938. Un an plus tard, la Deutsche Reichsbahn inaugure officiellement la gare en même temps que la ligne ferroviaire Lietzow-Binz. Cependant, en raison de la Seconde Guerre mondiale, seuls quelques trains circulent au début ; en 1940, on compte deux paires de trains par jour. À la fin de la guerre, la ligne doit être démantelée en guise de réparation et la gare doit être fermée. Elle est cependant reconstruite en quelques années, de sorte que la gare peut être remise en service en 1952. Il est ensuite utilisé à des fins militaires. Le trafic de marchandises a repris le 1er octobre 1953, suivi du trafic de passagers le 11 décembre 1956. Dans les années qui suivent, les premières mesures d’agrandissement de la gare sont entreprises. Vers la fin des années 1950, quelques trains longue distance circulent jusqu'à Binz.
À l'époque de la RDA, la gare est régulièrement desservie par des trains express. En raison de son importance relativement élevée pour le trafic national et international longue distance, elle est raccordée au réseau ferroviaire électrique le 27 mai 1989. À cette époque, la gare est composée de trois voies principales, de trois voies secondaires et de deux voies pour locomotives. Une voie de raccordement vers une installation de chauffage bifurque au niveau du poste d'aiguillage avec la désignation B1.
Après la chute du mur de Berlin, le trafic de passagers et de marchandises diminue. Le trafic de marchandises est donc interrompu en 1995. En 1991, le premier Intercity s'arrête à la gare de Binz. De 1997 à 2000, la gare est entièrement rénovée, avec notamment la construction de nouveaux quais. Le nom de la station est changé en « Station balnéaire de Binz ». La voie de raccordement à la centrale de chauffage est supprimée. La station reçoit également des signaux lumineux. La rénovation coûte environ 9,5 millions de marks
En mars 2011, la gare de la station balnéaire de Binz est reliée au réseau ICE de la Deutsche Bahn par une paire de trains hebdomadaires à destination de Munich

## Installations

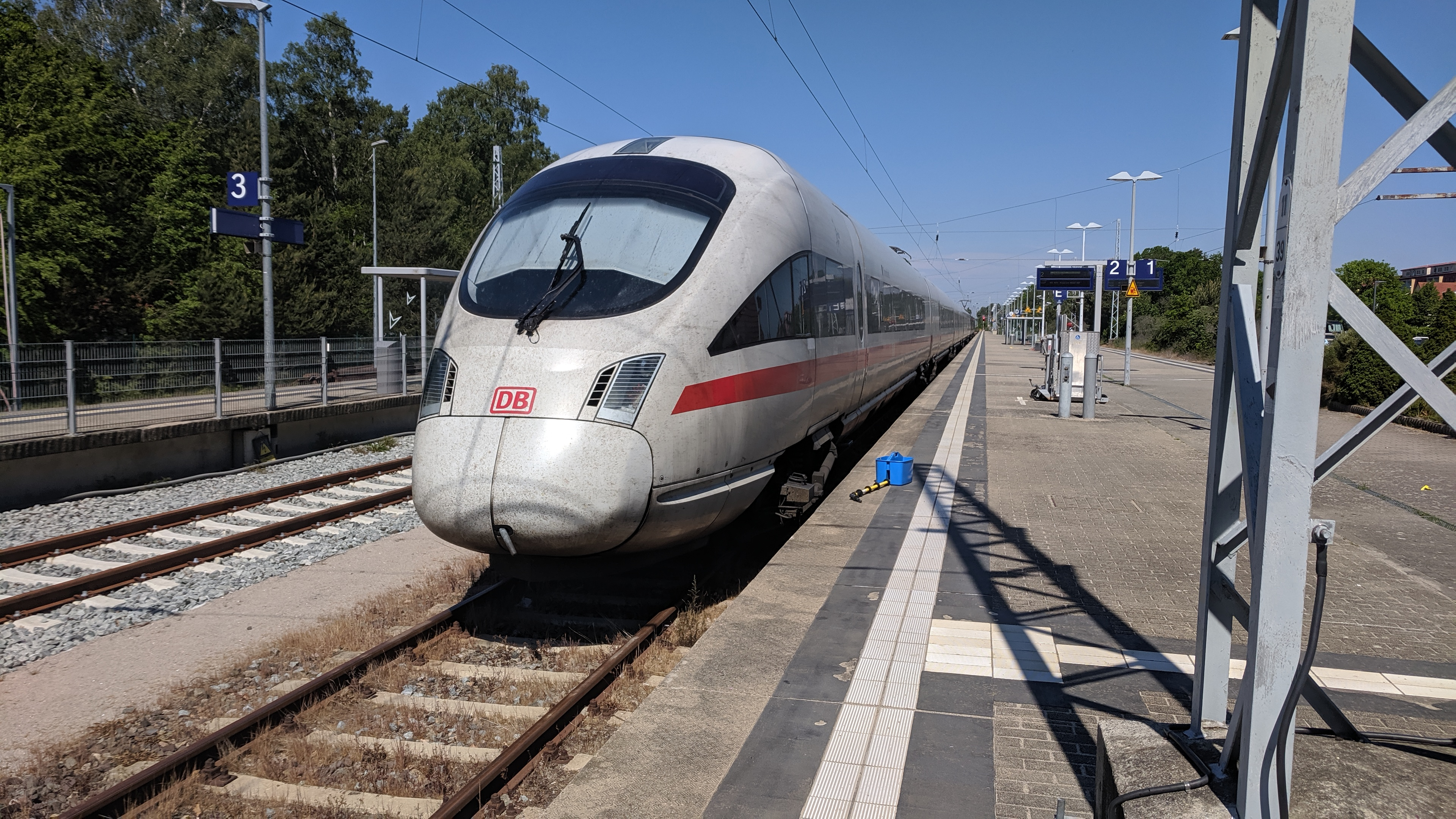
Plateformes

La gare dispose de trois voies à quai. La voie 2, praticable de bout en bout, et la voie terminale 4, qui se termine au nord du bâtiment d'accueil, sont situées sur le quai intérieur, haut de 55 centimètres. Le bord du quai de la voie 2 mesure 344 mètres de long, celui de la voie 4 171 mètres. La voie de passage 3 est accessible par un quai latéral qui est relié au quai principal par un passage à niveau techniquement sécurisé pour les voyageurs. Le quai latéral mesure 315 mètres de long et 76 centimètres de haut. Entre les voies 2 et 3 se trouve la troisième voie de passage 1. Celle-ci sert exclusivement à la traversée de la gare jusqu'à l'extrémité de la ligne située environ 150 mètres plus au sud. Les trains grandes lignes s'arrêtent toujours sur les voies 2 ou 3, les trains régionaux sur la voie 4. Une aire de stationnement se trouve au nord de la gare. La commande des signaux est assurée par le poste de signalisation électronique de Lietzow. Depuis le parvis de la gare, il existe des correspondances vers plusieurs lignes de bus exploitées par la société de transport Poméranie-Occidentale-Rügen (de) (VVR). Il y a également une station de taxis à cet endroit.

## Transport de passagers
En 2011, environ 40 à 50 trains s'arrêtent chaque jour à la gare de la station balnéaire de Binz. En été, un train de nuit circule souvent en direction et en provenance de la station balnéaire de , dont les destinations dans le sud de l'Allemagne changent souvent.
| Ligne  | Parcours en ligne | Fréquence |
| ------ | --- | --- |
| ICE 10 | Station balnéaire de Binz – Gare centrale de Stralsund – Gare centrale de Rostock – Gare centrale de Neustrelitz (de) – Gare centrale de Berlin – Gare centrale de Potsdam – Gare centrale de Brandebourg (de) – Gare centrale de Magdebourg – Gare centrale de Brunswick – Gare centrale de Hanovre – Gare centrale de Bielefeld – Gare centrale d'Hamm – Gare centrale de Dortmund – Gare centrale d'Essen – Gare centrale de Duisbourg – Gare centrale de Düsseldorf – Gare centrale de Cologne                                                                                | une paire de trains (saisonnier le week-end)                                                                    |
| ICE 26 | Station balnéaire de Binz – Gare centrale de Stralsund – Gare centrale de Rostock – Gare centrale de Schwerin (de) – Gare centrale de Hambourg ( – Gare centrale de Brême – Gare centrale d'Osnabrück – Gare centrale de Münster – Gare centrale de Dortmund – Gare centrale de Bochum (de) – Gare centrale d'Essen – Gare centrale de Duisbourg – Gare centrale de Düsseldorf – Gare centrale de Cologne – Gare centrale de Bonn – Gare centrale de Coblence – Gare centrale de Mayence – Gare centrale de Mannheim – Gare centrale de Heidelberg – Gare centrale de Stuttgart ) | trains individuels                                                                                              |
| ICE 28 | Station balnéaire de Binz – Prenzlau – Gare centrale d'Eberswalde (de) – Gare centrale de Berlin – Gare centrale de Leipzig – Gare centrale d'Erfurt – Gare centrale de Nuremberg – Gare centrale de Munich | une paire de trains (lundi-vendredi, dimanche) deux paires de trains (samedi)                                   |
| IC 32  | Stuttgart – Heidelberg – Mannheim – Mayence – Coblence – Gare centrale de Cologne – Gare centrale de Düsseldorf – Gare centrale de Duisbourg – Gare centrale d’Essen – Gare centrale de Bochum – Gare centrale de Dortmund – Gare centrale d'Hamm – Gare centrale de Bielefeld – Gare centrale de Hanovre – Gare centrale de Wolfsburg – Berlin-Spandau – Berlin Gesundbrunnen – Gare centrale d’Eberswalde – Prenzlau – Züssow – Gare centrale de Stralsund – Station balnéaire de Binz                                                                                          | une paire de trains                                                                                             |
| RE 9   | Station balnéaire de Binz – Prora – Lietzow (de) – Bergen auf Rügen (de) – Samtens – Gare centrale de Stralsund (– Velgast (de) – Ribnitz-Damgarten (de) – Gare centrale de Rostock) | toutes les heures jusqu'à Lietzow, toutes les deux heures jusqu'à Stralsund, trains individuels jusqu'à Rostock |

### Trafic de nuit
Jusqu'au changement d'horaire de décembre 2016, les trains de nuit circulent à destination et en provenance de Binz. Ces liaisons ne sont proposées que pendant la saison estivale et souvent seulement le samedi. De 2009 à 2016, le CNL « Komet » a circulé entre Binz et Bâle. Parfois, il n'y a que des groupes de voitures directes. Avant cela, Binz est desservie par le train NZ (=DB NachtZug) pendant le trafic de nuit. De 2001 à 2007, il y a une connexion avec la Rhénanie-du-Nord-Westphalie. Depuis la station balnéaire de Binz, ils se rendent à Dortmund. Dans la direction opposée, ils viennent de Hagen. En 1999 et 2000, la NZ circule de Stuttgart à la station balnéaire de Binz. Jusqu'en 1997, un train en provenance de Bâle, le train express « Arkona », s'arrête à Binz